# O Brother, Where Art Thou? (álbum)
O Brother, Where Art Thou? es un álbum de banda sonora de la película del mismo nombre estrenada en el año 2000, escrita, producida y dirigida por los hermanos Coen y protagonizada por George Clooney, John Turturro, Tim Blake Nelson y John Goodman.
La película está ambientada en Misisipi durante la Gran Depresión y su soundtrack —producido por T Bone Burnett— utiliza música tradicional de esa época que incluye géneros como country, folk, bluegrass, blues y gospel. Exceptuando algunas canciones antiguas —como el sencillo de 1928 «Big Rock Candy Mountain» de Harry McClintock—, la mayoría son grabaciones contemporáneas.
El álbum fue reeditado el 23 de agosto de 2011, con catorce nuevas grabaciones no incluidas en el álbum original y doce cortes inéditos.

## Desarrollo y sonido
La banda sonora fue concebido como un componente fundamental de la película y no un mero complemento. Por esta razón se decidió grabar la música antes de comenzar la filmación. T Bone Burnett fue invitado a diseñar colecciones musicales. Un miembro de The Stanley Brothers, Ralph Stanley, formó parte de la grabación de la música cantando una versión a cappella de la canción folk «O Death».
Hay una notable presencia de cantos fúnebres y otras canciones oscuras, algo recurrente en la música de Appalachia, como por ejemplo en «O Death», «Lonesome Valley», «Angel Band» y «I Am Weary», en contraste con las canciones alegres en otras partes del filme como «Keep On the Sunnyside» e «In the Highways».
«I Am a Man of Constant Sorrow» tiene cinco versiones: dos de ellas fueron usadas en la película, una en el videoclip y dos en la banda sonora. Dos de las variantes contienen la letra siendo cantada desde el principio hasta el final y las otras tres variantes incluyen música adicional entre cada verso. Las voces de los Soggy Bottom Boys fueron grabadas por Dan Tyminski —voz principal en «I Am a Man of Constant Sorrow»—, el compositor Harley Allen y Pat Enright de Nashville Bluegrass Band.

## Recibimiento y legado
El álbum se transformó en un éxito de ventas, llegando a ser ocho veces disco platino en octubre de 2007 y vendiendo 7,9 millones de copias en Estados Unidos. En 2002 se llevó los premios Grammy al álbum del año, mejor colaboración vocal country —para el cantante Dan Tyminski, el compositor Harley Allen y Pat Enright de Nashville Bluegrass Band— y mejor interpretación vocal country masculina por «O Death» de Ralph Stanley.
En 2001, el álbum logró ubicarse durante más de veinte semanas en el Billboard Top Country Chart. Al mismo tiempo se llevó el premio al álbum del año y «I Am a Man of Constant Sorrow» ganó como mejor sencillo del año según la Country Music Association.
Algunos de los artistas del soundtrack participaron de un concierto en el Ryman Auditorium en Nashville, Tennessee, que fue incluido en el documental Down from the Mountain.
En 2006, el álbum se ubicó en el número 38 de la lista de 40 mejores álbumes de música country según el canal CMT. En 2009, Rhapsody lo colocó en el número ocho en la lista de mejores álbumes de country de la década. En 2010, All Songs Considered, un programa transmitido por NPR, incluyó la banda sonora dentro de su lista de 50 grabaciones más importantes de la década.
En 2011, en ocasión del décimo aniversario, se lanzó una edición que incluyó un disco extra con catorce nuevas canciones que no habían sido incluidas en la edición anterior del álbum; a excepción de dos, el resto eran canciones inéditas de las sesiones de grabación de T Bone Burnett.

## Lista de canciones
| N.º | Título                                                         | Escritor(es)                      | Artistas                                     | Duración |  |
| 1.  | «Po' Lazarus»                                                  | tradicional                       | James Carter and the Prisoners               | 4:31     |  |
| 2.  | «Big Rock Candy Mountain»                                      | Harry McClintock                  | Harry McClintock                             | 2:16     |  |
| 3.  | «You Are My Sunshine»                                          | Jimmie Davis, Charles Mitchell    | Norman Blake                                 | 4:26     |  |
| 4.  | «Down to the River to Pray»                                    | tradicional                       | Alison Krauss                                | 2:55     |  |
| 5.  | «I Am a Man of Constant Sorrow» (versión de estación de radio) | Dick Burnett                      | The Soggy Bottom Boys                        | 3:10     |  |
| 6.  | «Hard Time Killing Floor Blues»                                | Skip James                        | Chris Thomas King                            | 2:42     |  |
| 7.  | «I Am a Man of Constant Sorrow» (instrumental)                 | Burnett                           | Norman Blake                                 | 4:28     |  |
| 8.  | «Keep On the Sunny Side»                                       | Ada Blenkhorn, J. Howard Entwisle | The Whites                                   | 3:33     |  |
| 9.  | «I'll Fly Away»                                                | Albert E. Brumley                 | Alison Krauss, Gillian Welch                 | 3:57     |  |
| 10. | «Didn't Leave Nobody but the Baby»                             | tradicional                       | Emmylou Harris, Alison Krauss, Gillian Welch | 1:57     |  |
| 11. | «In the Highways»                                              | Maybelle Carter                   | The Peasall Sisters                          | 1:35     |  |
| 12. | «I Am Weary (Let Me Rest)»                                     | Pete Roberts (Pete Kuykendall)    | The Cox Family                               | 3:13     |  |
| 13. | «I Am a Man of Constant Sorrow» (instrumental)                 | Ed Haley                          | John Hartford                                | 2:34     |  |
| 14. | «O Death»                                                      | tradicional                       | Ralph Stanley                                | 3:19     |  |
| 15. | «In the Jailhouse Now»                                         | Blind Blake, Jimmie Rodgers       | The Soggy Bottom Boys                        | 3:34     |  |
| 16. | «I Am a Man of Constant Sorrow» (con la banda)                 | Burnett                           | The Soggy Bottom Boys                        | 4:16     |  |
| 17. | «Indian War Whoop» (instrumental)                              | Hoyt Ming                         | John Hartford                                | 1:30     |  |
| 18. | «Lonesome Valley»                                              | tradicional                       | The Fairfield Four                           | 4:07     |  |
| 19. | «Angel Band»                                                   | tradicional                       | The Stanley Brothers                         | 2:15     |  |

| \| N.º \| Título \| Escritor(es) \| Artistas \| Duración \| \| \| 1. \| «Hard Time Killing Floor Blues» \| \| Colin Linden \| 1:15 \| \| \| 2. \| «You Are My Sunshine» \| \| Alan O'Bryant \| 3:29 \| \| \| 3. \| «Tishomingo Blues» \| \| John Hartford \| 2:01 \| \| \| 4. \| «I'll Fly Away» \| \| Erik Darling and The Kossoy Sisters \| 2:32 \| \| \| 5. \| «Big Rock Candy Mountain» \| \| Van Dyke Parks \| 1:42 \| \| \| 6. \| «Tom Devil» \| \| Ed Lewis & The Prisoners \| 5:19 \| \| \| 7. \| «Keep On The Sunny Side» \| \| The Cox Family \| 2:36 \| \| \| 8. \| «Angel Band» \| \| Hannah, Leah, Sarah Peasall y Robert Hamlett \| 0:58 \| \| \| 9. \| «Big Rock Candy Mountain» \| \| Norman Blake \| 2:18 \| \| \| 10. \| «Little Sadie» \| \| Norman Blake \| 1:50 \| \| \| 11. \| «In the Highways» \| \| The Cox Family \| 2:12 \| \| \| 12. \| «Hogfoot» \| \| John Hartford \| 3:47 \| \| \| 13. \| «The Lord Will Make A Way» \| \| The Fairfield Four \| 2:36 \| \| \| 14. \| «In The Jailhouse Now» \| \| Harley Allen \| 3:05 \| \| |                                 |              |                                              |          |  |
| N.º | Título                          | Escritor(es) | Artistas                                     | Duración |  |
| 1. | «Hard Time Killing Floor Blues» |              | Colin Linden                                 | 1:15     |  |
| 2. | «You Are My Sunshine»           |              | Alan O'Bryant                                | 3:29     |  |
| 3. | «Tishomingo Blues»              |              | John Hartford                                | 2:01     |  |
| 4. | «I'll Fly Away»                 |              | Erik Darling and The Kossoy Sisters          | 2:32     |  |
| 5. | «Big Rock Candy Mountain»       |              | Van Dyke Parks                               | 1:42     |  |
| 6. | «Tom Devil»                     |              | Ed Lewis & The Prisoners                     | 5:19     |  |
| 7. | «Keep On The Sunny Side»        |              | The Cox Family                               | 2:36     |  |
| 8. | «Angel Band»                    |              | Hannah, Leah, Sarah Peasall y Robert Hamlett | 0:58     |  |
| 9. | «Big Rock Candy Mountain»       |              | Norman Blake                                 | 2:18     |  |
| 10. | «Little Sadie»                  |              | Norman Blake                                 | 1:50     |  |
| 11. | «In the Highways»               |              | The Cox Family                               | 2:12     |  |
| 12. | «Hogfoot»                       |              | John Hartford                                | 3:47     |  |
| 13. | «The Lord Will Make A Way»      |              | The Fairfield Four                           | 2:36     |  |
| 14. | «In The Jailhouse Now»          |              | Harley Allen                                 | 3:05     |  |

## Posición en las listas
Álbum
| Listas (2000–2002)                | Posición |
| --------------------------------- | -------- |
| Billboard Top Country Albums      | 1        |
| Billboard 200                     | 1        |
| Billboard Top Soundtracks         | 1        |
| Canadá (Canadian Albums Chart)    | 3        |
| Francia (SNEP)                    | 9        |
| Australia (ARIA)                  | 15       |
| Nueva Zelanda (Recorded Music NZ) | 14       |
| Alemania (Media Control Charts)   | 87       |

Sencillos
| Año  | Sencillo                 | US Country |
| ---- | ------------------------ | ---------- |
| 2002 | «Man of Constant Sorrow» | 35         |

## Personal
- Norman Blake – Guitarra, voz
- Jerry Douglas – Dobro
- Alison Krauss – Voz, armonías vocales
- Chris Sharp – Guitarra rítmica
- The Stanley Brothers – Cantantes
- Ralph Stanley – Cantante
- Sam Bush – Mandolina
- Emmylou Harris – Cantante
- John Hartford – Violín tradicional, voz
- The Fairfield Four – Cantantes
- Ed Haley – Arreglos
- The Whites:
  - Buck White – Mandolina, voz, armonías vocales
  - Cheryl White – Bajo, voz, armonías vocales
  - Sharon White – Guitarra, voz
- Mike Compton – Guitarra, mandolina
- Alan Lomax – Arreglos
- Harley Allen – Voz, armonías vocales
- Barry Bales – Contrabajo
- Ron Block – Banjo
- Curtis Burch – Dobro
- T Bone Burnett – Arreglos, productor
- The Cox Family:
  - Evelyn Cox – Guitarra
  - Sidney Cox – Banjo, voz, armonías vocales
  - Suzanne Cox – Mandolina, voz
  - Willard Cox – Voz, armonías vocales
- Stuart Duncan – Violín tradicional
- Pat Enright – Voz, armonías vocales, canto a la tirolesa
- Isaac Freeman – Bajo, voz
- James Hill – Voz
- Harry McClintock – Voz
- Tim O'Brien – Voz
- Maura O'Connell – Voz
- Carter Stanley – Arreglos
- Dan Tyminski – Guitarra, voz
- Wilson Waters – Saxofón tenor, voz
- Robert K. Oermann – Textos del álbum
- Sam Phillips – Voz
- Gillian Welch – Arreglos, voz
- Dub Cornett – Voz
- Chris Thomas King – Guitarra, voz
- David Rawlings – Voz
- Gavin Lurssen – Masterización
- Mike Piersante – Mezcla
- Peter F. Kurland – Grabación de audio en locaciones
- First Baptist Church of Norfolk Choir – Voz
- Chris Sharp – Guitarra
- Nathaniel Best – Voz
- Robert Hamlett – Voz
- Joseph Rice – Voz
- The Peasall Sisters
  - Sarah Peasall – Voz, armonías vocales
  - Hannah Peasall – Voz
  - Leah Peasall – Vozs, armonías vocales
- The Soggy Bottom Boys – Voz
- Tim Blake Nelson – Voz
- Porter McClister – Voces tenores
- James Carter and The Prisoners – Voz
- Sandy Wilbur – Musicóloga